# Opération Nasr 4
Guerre Iran-Irak
Batailles
- Opération Kaman 99
- Bataille de Khorramchahr
- Siège d'Abadan
- Opération Morvarid

- Bataille de Nasr
- Attaque sur H-3

- Opération Samen-ol-A'emeh
- Victoire Indéniable
- Beit ol-Moqaddas
- Ramadan

- Opération Anfal
- Valfajr 2
- Valfajr 6
- Badr
- 1re bataille d'Al Faw
- Kerbala 5 et 6
- Nasr 4

- Opération Nous nous en remettons à Dieu
- Opération Mersad

- Opération Sugar
- Opération Earnest Will
- Opération Prime Chance
- Opération Eager Glacier
- Incident de Bridgeton
- Opération Praying Mantis

- Opération Opéra (raid israélien)
- Incident de l’USS Stark
- Vol Iran Air 655

L’opération Nasr est le nom de code d'une offensive iranienne menée en mai-juin 1987 au Kurdistan irakien pendant la guerre Iran-Irak.

## Prélude
L'opération Kerbala 5 sur le front sud (Bassora) étant arrêtée complètement par la résistance des Irakiens, l'Iran décide de porter la guerre au Nord et d'encercler Kirkouk. Celui-ci pouvait compter sur le soutien des combattants kurdes Peshmerga.

## Déroulement de l'opération
Après s'être approchés de Kirkouk lors de Kerbala 10, l'Iran lance l'opération Nasr 4 qui devient l'un des plus importants succès iraniens du conflit. Soutenus par les Kurdes, les combattants Pasdaran iraniens sous le commandement du lieutenant-général Ali Sayad Shirazi attaquent l'Irak.

## Conséquences
Les Iraniens lancent l'opération Zafar 7 en mars 1988 qui permet d'atteindre les faubourgs de Souleimaniye et de Darbandikhan. En représailles du soutien kurde à l'Iran, le régime de Saddam Hussein lance l'opération Anfal, massacre qui conduit à l'élimination de 180 000 civils kurdes et dont l'épisode le plus tristement célèbre de ce génocide est le bombardement aux gaz chimiques de la ville kurde d'Halabja le 16 mars 1988. Pour la première fois de la guerre, l'Iran attaque également les navires neutres dans le golfe Persique en raison du soutien des pays arabes et occidentaux à l'Irak, ce qui contraint les États-Unis à déclencher l'opération Earnest Will.